# Zach Mercer
Pour les articles homonymes, voir Mercer.

a Compétitions nationales et continentales officielles uniquement.

b Matchs officiels uniquement.
Dernière mise à jour le 7 juillet 2025.
Zach Mercer, né le 28 juin 1997 à Leeds (Angleterre), est un joueur international anglais de rugby à XV jouant aux postes de troisième ligne centre ou de troisième ligne aile. 
En 2022, il remporte le Championnat de France avec le Montpellier Hérault Rugby.

## Biographie

### Jeunesse et formation
Zach Mercer naît à Leeds en Angleterre et grandit à Halifax. Il commence à jouer au rugby vers l'âge de 4 ans au Old Brodleians RFC (en). À 8 ans, il déménage avec sa famille en Écosse, où il fréquente la Netherlee Primary School puis la Williamwood High School à Glasgow. Durant son passage à Glasgow, il joue pour les Glasgow Hutchesons Aloysians passe par le centre de formation des Glasgow Warriors, avant de rejoindre Bath en 2016. 
Durant ses années en Écosse, Zach Mercer est sélectionné avec l'équipe des moins de 16 ans écossais, étant éligible grâce à ses années de résidence dans le pays,. 

### Débuts à Bath (2016-2021)
Zach Mercer fait ses débuts professionnels avec Bath Rugby en début de saison 2016-2017 contre les Newcastle Falcons. Durant la suite de la saison, il est le capitaine de l'équipe d'Angleterre des moins de 20 ans qui remportent le Tournoi des Six Nations des moins de 20 ans 2017 en réalisant le Grand Chelem. Puis, il est nommé pour le titre de Jeune joueur de la saison en Premiership, en concurrence avec Ellis Genge, Alex Lozowski, Joe Marchant et Ross Moriarty. Il remporte finalement cette distinction.

### L'un des meilleurs joueurs du Top 14 à Montpellier (2021-2023)
En 2021, il s’engage avec le Montpellier HR pour deux saisons et une saison optionnelle. 
Durant la saison 2021-2022, son club, termine à la deuxième place de la phase régulière et se qualifie donc pour les phases finales. Lors de la demi-finale, il est titulaire en troisième ligne aux côtés d'Alexandre Bécognée et Yacouba Camara, et bat l'Union Bordeaux Bègles, se qualifiant ainsi pour la finale. Le 24 juin 2022, il est de nouveau titulaire lors de la finale du Top 14 et affronte victorieusement le Castres olympique (victoire 29 à 10). Durant cette finale il effectue un coup de pied rasant que récupère Arthur Vincent qui inscrit alors le premier essai de la rencontre. Il remporte ainsi le premier trophée de sa carrière. Cette saison 2021-2022, il joue 31 matches toutes compétitions confondues et marque cinq essais.
Après avoir joué 26 des 28 matchs de son club en Top 14, Zach Mercer a été l'un des principaux artisans du premier Bouclier de Brennus de l'histoire du MHR. Il est alors élu meilleur joueur de la saison 2021-2022 du Top 14 lors de la dix-huitième Nuit du rugby. Il est également nommé dans l'équipe type du championnat cette saison.

### Retour en Angleterre à Gloucester (2023-2025)
Le 30 août 2022, le club anglais de Gloucester Rugby annonce la signature de Zach Mercer pour la saison 2023-2024. Mercer retourne dans son pays dans l'optique d'intégrer le XV de la Rose, car il n'est pas sélectionnable en jouant en France, et de disputer la Coupe du monde 2023. Malgré ce choix de carrière, il n'est pas retenu par le nouveau sélectionneur Steve Borthwick dans le groupe de 41 joueurs pour les matchs de préparation au mondial,.
Pendant la saison 2023-2024, il participe à la finale de la coupe d'Angleterre gagnée 23-13 contre les Leicester Tigers. Gloucester remporte alors son premier trophée depuis neuf ans. Au mois de mai 2024, Mercer et Gloucester Rugby s'inclinent 22 à 36 contre les Sharks de Durban en finale de Challenge Cup 2024.
En première partie de saison 2024-2025, il se blesse gravement à un genou, ce qui met fin à sa saison prématurément.

### Nouvelle aventure en Top 14 avec le RC Toulon
Après deux saisons avec Gloucester, Zach mercer décide de revenir jouer en France, et s'engageant avec le RC Toulon à partir de la saison 2025-2026,.

## Palmarès

### En club
- Montpellier HR
  - Vainqueur du Championnat de France en 2022.
- Gloucester Rugby
  - Finaliste de la Challenge Cup en 2024.

### En équipe nationale
- Angleterre -20
  - Vainqueur du Championnat du monde junior en 2016.
  - Vainqueur du Tournoi des Six Nations des moins de 20 ans en 2017 (Grand Chelem).

### Distinctions personnelles
- Jeune joueur de la saison du Championnat d'Angleterre en 2017.
- Membre de l'équipe type du Championnat de France en 2022.
- Meilleur joueur du Championnat de France en 2022 lors de la Nuit du rugby [12].